# Station Milmort
Station Milmort is een spoorwegstation langs spoorlijn 34 (Hasselt - Luik) in Milmort, een deelgemeente van de gemeente Herstal. Het is nu een stopplaats.
Het station is op 1 mei 1865 in gebruik genomen door de Compagnie du chemin de fer Liégeois-Limbourgeois.
Sinds 2019 zijn werken aan de gang om het station integraal toegankelijk te maken. Deze werken kaderen ook in het afschaffen van de naastgelegen overweg.

## Treindienst
| Serie     | Treinsoort             | Route                                                                                                   | Bijzonderheden                                               |
| --------- | ---------------------- | --- | ------------------------------------------------------------ |
| IC 09     | Intercity (NMBS)       | Antwerpen-Centraal – Aarschot – [ Leuven – ] Hasselt – Milmort – Luik-Guillemins                        | Rijdt in het weekend Antwerpen-Centraal - Luik-Guillemins.   |
| IC 25     | Intercity (NMBS)       | Moeskroen – Doornik – Bergen – Charleroi-Centraal – Namen – Luik-Guillemins – Herstal – Milmort – Liers | Rijdt in het weekend tussen Moeskroen en Liers.              |
| IC 33     | Intercity (NMBS / CFL) | Liers – Milmort – Luik-Guillemins – Gouvy – Luxemburg                                                   | Rijdt in het weekend 1×/2u. tussen Liers - Luxemburg.        |
| L 5550    | L-trein (NMBS)         | Liers – Milmort – Luik-Guillemins – Rivage – Marloie                                                    |                                                              |
| S 42      | S-trein Luik (NMBS)    | Liers – Milmort – Luik-Guillemins – Flémalle-Haute                                                      |                                                              |
| S 43 5300 | S-trein Luik (NMBS)    | Maastricht – Wezet – Luik-Guillemins – Milmort – Tongeren – Diepenbeek – Hasselt                        | Rijdt in het weekend niet tussen Luik-Guillemins en Hasselt. |

## Galerij

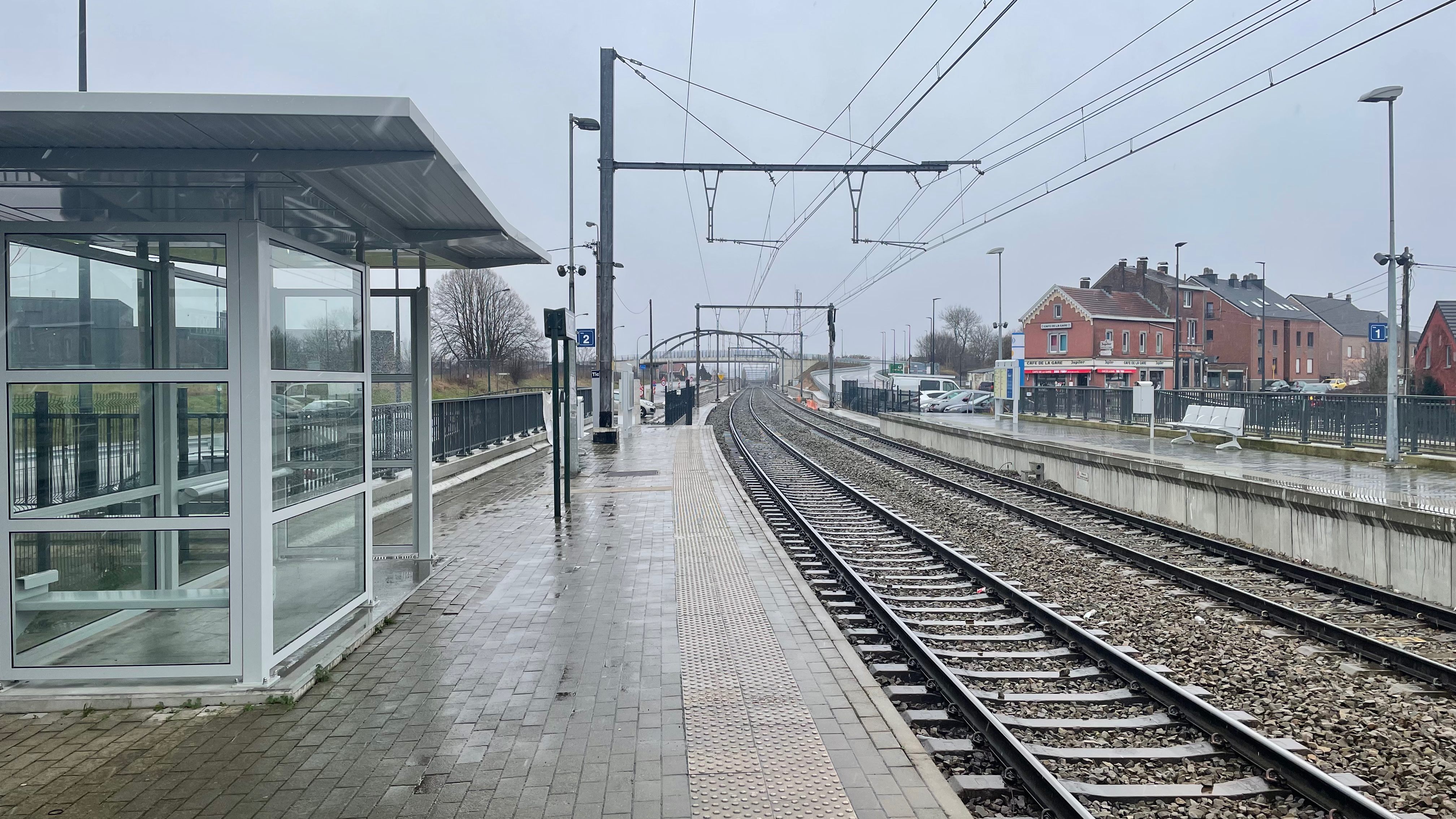
Perron in 2022
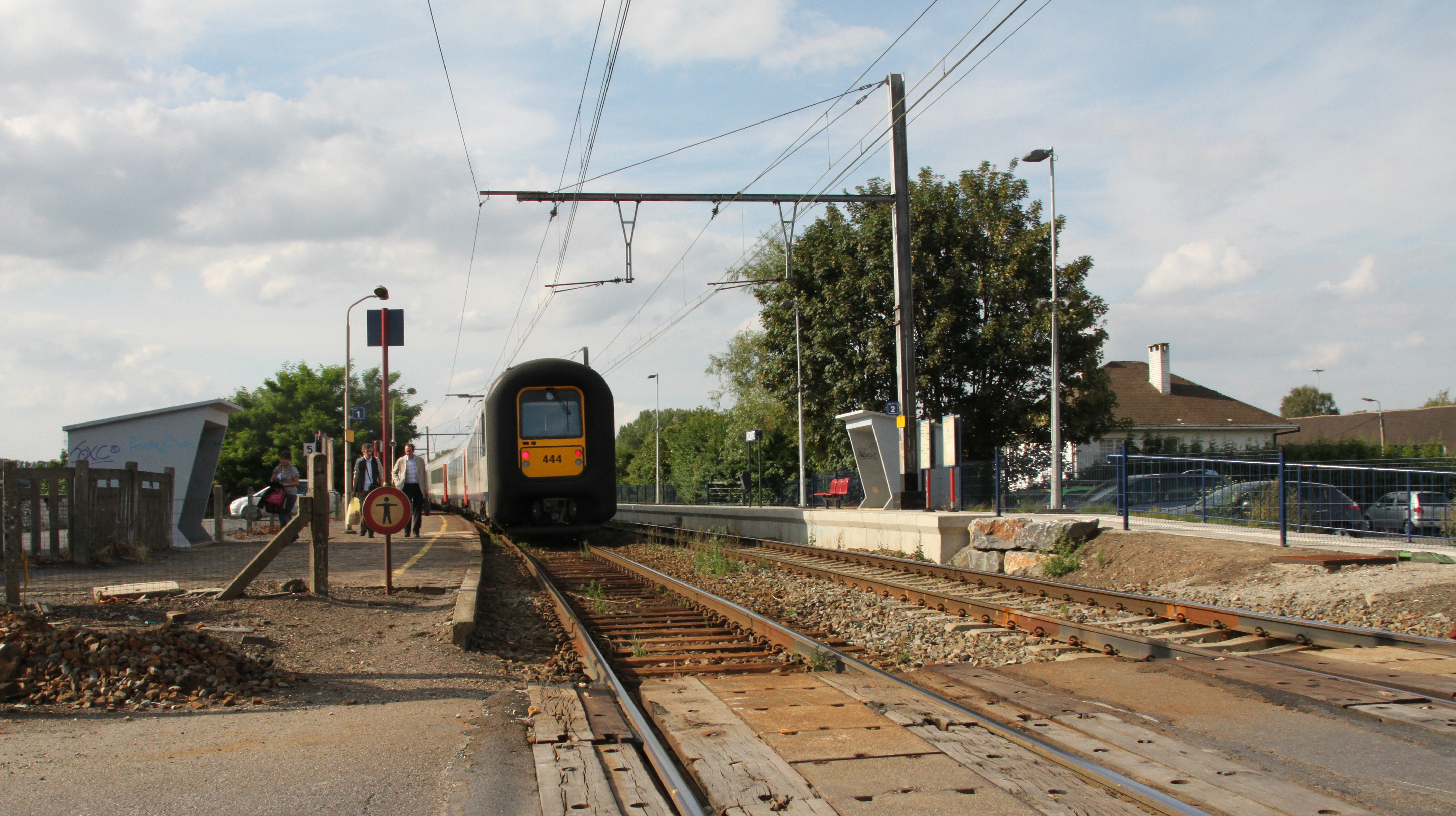
Het station in 2010

## Reizigerstellingen
De grafiek en tabel geven het gemiddeld aantal instappende reizigers weer op een week-, zater- en zondag.
| Tabel: aantal instappende reizigers station Milmort | Tabel: aantal instappende reizigers station Milmort | Tabel: aantal instappende reizigers station Milmort | Tabel: aantal instappende reizigers station Milmort |
|                                                     | Weekdag                                             | Zaterdag                                            | Zondag                                              |
| --------------------------------------------------- | --------------------------------------------------- | --------------------------------------------------- | --------------------------------------------------- |
| 1977                                                | 95                                                  | 9                                                   | 13                                                  |
| 1978                                                | 110                                                 | 20                                                  | 27                                                  |
| 1979                                                | 94                                                  | 18                                                  | 16                                                  |
| 1980                                                | 101                                                 | 20                                                  | 16                                                  |
| 1981                                                | 118                                                 | 22                                                  | 15                                                  |
| 1982                                                | 122                                                 | 18                                                  | 17                                                  |
| 1983                                                | 124                                                 | 43                                                  | 10                                                  |
| 1984                                                | 123                                                 | 28                                                  | 25                                                  |
| 1985                                                | 129                                                 | 63                                                  | 35                                                  |
| 1986                                                | 97                                                  | 41                                                  | 63                                                  |
| 1987                                                | 117                                                 | 54                                                  | 59                                                  |
| 1988                                                | 139                                                 | 66                                                  | 53                                                  |
| 1989                                                | 169                                                 | 75                                                  | 45                                                  |
| 1990                                                | 136                                                 | 55                                                  | 58                                                  |
| 1991                                                | 147                                                 | 80                                                  | 68                                                  |
| 1992                                                | 179                                                 | 56                                                  | 56                                                  |
| 1993                                                | 199                                                 | 64                                                  | 51                                                  |
| 1994                                                | 142                                                 | 63                                                  | 42                                                  |
| 1995                                                | 150                                                 | 47                                                  | 39                                                  |
| 1996                                                | 195                                                 | 56                                                  | 43                                                  |
| 1997                                                | 173                                                 | 52                                                  | 37                                                  |
| 1998                                                | 194                                                 | 44                                                  | 25                                                  |
| 1999                                                | 152                                                 | 34                                                  | 36                                                  |
| 2000                                                | 230                                                 | 106                                                 | 56                                                  |
| 2001                                                | 159                                                 | 38                                                  | 24                                                  |
| 2002                                                | 149                                                 | 28                                                  | 24                                                  |
| 2003                                                | 166                                                 | 28                                                  | 50                                                  |
| 2004                                                | 166                                                 | 36                                                  | 28                                                  |
| 2005                                                | 205                                                 | 62                                                  | 26                                                  |
| 2006                                                | 235                                                 | 48                                                  | 50                                                  |
| 2007                                                | 207                                                 | 34                                                  | 26                                                  |
| 2008                                                | -                                                   | -                                                   | -                                                   |
| 2009                                                | 221                                                 | 41                                                  | 33                                                  |
| 2010                                                | -                                                   | -                                                   | -                                                   |
| 2011                                                | -                                                   | -                                                   | -                                                   |
| 2012                                                | 269                                                 | 55                                                  | 50                                                  |
| 2013                                                | 279                                                 | 53                                                  | 38                                                  |
| 2014                                                | 278                                                 | 63                                                  | 61                                                  |
| 2015                                                | 246                                                 | 72                                                  | 63                                                  |
| 2016                                                | 298                                                 | 98                                                  | 74                                                  |
| 2017                                                | 291                                                 | 75                                                  | 59                                                  |
| 2018                                                | 336                                                 | 17                                                  | 17                                                  |
| 2019                                                | 373                                                 | 89                                                  | 63                                                  |
| 2020                                                | 218                                                 | 58                                                  | 65                                                  |
| 2021                                                | -                                                   | -                                                   | -                                                   |
| 2022                                                | 426                                                 | 103                                                 | 107                                                 |
| 2023                                                | 547                                                 | 242                                                 | 168                                                 |
| 2024                                                | 505                                                 | 144                                                 | 124                                                 |

0,0: Hasselt ·
3,7: Godsheide ·
7,2: Diepenbeek ·
15,0: Beverst ·
17,2: Bilzen ·
19,3: Hoeselt ·
22,1: Alt-Hoeselt ·
24,4: 's Herenelderen ·
27,7: Tongeren ·
31,5: Nerem ·
32,0: Vreren-Nerem ·
33,1: Glaaien ·
37,7: Villers-Juprelle ·
40,3: Liers ·
42,9: Milmort ·
43,9: Milmort-Charbonnage ·
45,4: La Préalle ·
46,2: Rue Charlemagne ·
48,0: Herstal ·
49,4: Jolivet ·
50,6: Luik-Vivegnis ·
51,6: Luik-Sint-Lambertus ·
53,0: Luik-Carré ·
54,8: Luik-Guillemins